# 線紋馬鮫
線紋馬鮫為輻鰭魚綱鱸形目鯖亞目鯖科的其中一種，分布於印度西太平洋區，包括印度西岸、孟加拉、泰國、緬甸、馬來西亞、新加坡、印尼、斯里蘭卡等海域，本魚顎骨後端非常擴大;腹鰭間的突起小而兩裂，沒有附加的分支的側線前面地，然後些微地幾乎筆直地在第二背鰭小鰭之下跑彎曲向下的對於尾柄的龍骨脊，泳鰾不存在，身體覆蓋著小鱗片，在後部地的第一背鰭黑色，背鰭硬棘15-18枚，背鰭軟條15-19枚，臀鰭軟條17-22枚，脊椎骨44-46個，體長可達80公分，棲息在沿岸海域，屬肉食性，以魚類、頭足類為食，可做為食用魚、遊釣魚。

## 擴展閱讀
維基物種上的相關：線紋馬鮫